# Tragulichthys jaculiferus
Genre
Espèce
Tragulichthys jaculiferus est une espèce de poissons de l'ordre des Tetraodontiformes, appartenant à la famille des poissons porc-épic. C'est la seule espèce de son genre Tragulichthys (monotypique).
Comme l'ensemble des membres de cette famille, ces poissons possèdent la capacité de gonfler leur corps, qui est couvert d'épines, et leurs dents sont fusionnées en une structure ressemblant à un bec.